# عمر فاروق عبدالمطلب
عمر فاروق عبدالمطلب (عربی: عمر فاروق عبد المطلب؛ زادهٔ ۲۲ دسامبر ۱۹۸۶) مهندس، و تروریست اهل نیجریه است. او در سن ۲۳ سالگی اعتراف کرد و که قصد منفجر کردن ماده منفجره پینتریت را که در لباس‌زیر خود مخفی کرده بود در حین پرواز ۲۵۳ نورث‌وست ایرلاینز را داشت. این عملیات تروریستی قرار بود در روز کریسمس سال ۲۰۰۹ اتفاق بیفتد.